# 虎ノ門ツインビルディング
虎ノ門ツインビルディング（とらのもんツインビルディング）は、東京都港区虎ノ門にあるオフィスビルである。日本鉱業の本社ビルの建替えにより、1988年（昭和63年）に完成した。以前の名称は新日鉱ビルで、新日鉱ホールディングスが本社を置いていた。

## 概要
建替えに際し、日本鉱業・共同石油の本社とテナントビルをいかに独立性を持たせるかが検討され、アトリウムを挟んでL字型の建物の西側を日鉱と共石、東側をテナントのデュポン・ジャパンが使用する、ツインタワー風の形態となった。周囲のホテルオークラや駐日アメリカ大使館などの景観と合わせるべく、敷地の1/3ほどはクスやケヤキを植樹した公開空地とした。
日鉱が銅の精錬企業であることから、赤銅を生かした外観とすることも検討されたが、シンプルなアルミカーテンウォールが採用された。その代わり、ロビーの手すりや柱などのインテリアには銅や真鍮、チタンなどがふんだんに使われた。日鉱が開発した、灯油を燃料とするコジェネレーションも導入され、消費電力の10%、空調・給湯は夏・冬で35%、春・秋は50%が自家生産された。
西側・東側とも2階以上をオフィス、地下は福利厚生施設に割り当てられ、地下には食堂やアスレチックルームなどが置かれた。食堂のコーヒーには、花輪鉱山の名水「花山水」が使われた。地下1階の「サンクンプラザ」はピエール＝オーギュスト・ルノワールの彫刻「勝利のヴィーナス」が置かれ、アトリウムからの光が差し込む広場は従業員の憩いの場となった。
新日鉱ホールディングスは、2010年に新日本石油との経営統合によりJXホールディングスとなり、本社機能は東京都千代田区大手町のJXビルに移転した。それに伴い虎ノ門ツインビルディングに名称を変更した。

## 入居企業・団体

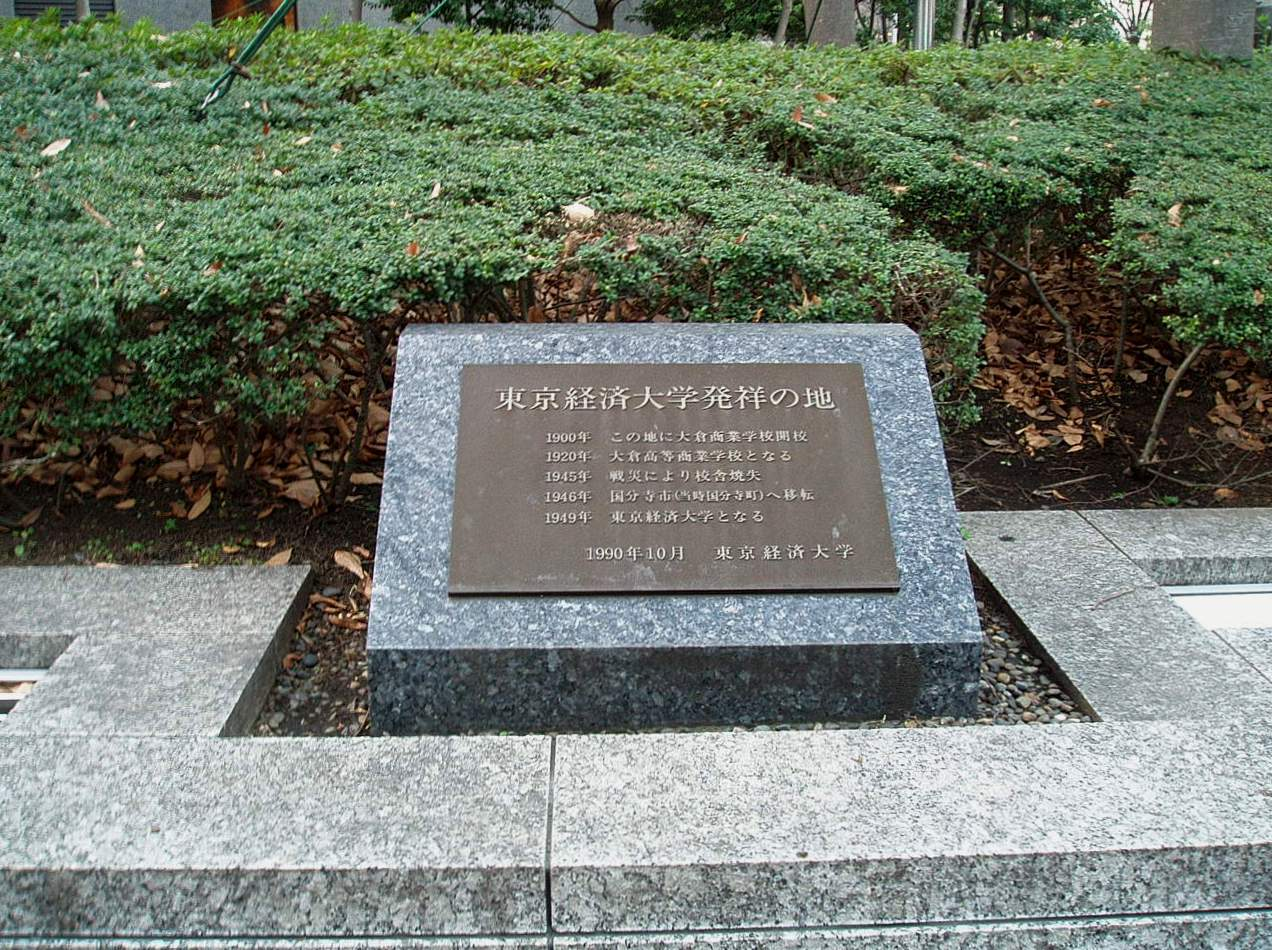
敷地内の東京経済大学発祥の地碑

- 独立行政法人エネルギー・金属鉱物資源機構[2]
- 西日本高速道路東京事務所[3]
- KDDI[4]
- シーアールイー[5]